# Colonia Benito Juárez, Tejupilco
Colonia Benito Juárez är en ort i kommunen Tejupilco i delstaten Mexiko i Mexiko. Samhället hade 533 invånare vid folkräkningen 2020.